# Kawkaz (1917)
Kanonierka "Kawkaz" (ros. Канонерская лодка "Кавказ") – rosyjski okręt wojenny Floty Czarnomorskiej.
Kanonierka została zbudowana jako napędzana maszyną parową szalanda do przewozu piasku o nazwie "Kazatin". W lutym 1917 r. została włączona w skład Flotylli Dunajskiej. Na pocz. czerwca tego roku opancerzono ją i zainstalowano na niej uzbrojenie. Okręt był przeznaczony do działań rzecznych lub na morzu w strefie przybrzeżnej. Uczestniczył w końcowych działaniach I wojny światowej. Działał w ujściu Dunaju, ubezpieczając wojska rosyjskie Frontu Rumuńskiego. Na początku stycznia 1918 r. przejęli go zrewolucjonizowani marynarze, włączając go do Czerwonej Floty Czarnomorskiej. 28 marca tego roku w porcie w Odessie zajęły go okupacyjne wojska austro-węgierskie. Okręt przemianowano na "F-21". Wkrótce przejęli go Niemcy. Pełnił funkcje pomocnicze. Na początku listopada w porcie w Sewastopolu obsadziła go na krótka załoga białogwardyjska, ale już 26 listopada okręt przejęli anglo-francuscy interwenci. Wczesną wiosną 1919 r. okręt został ostatecznie przekazany Białym. Od 30 kwietnia tego roku jako kanonierka "K-15" wchodził w skład Floty Czarnomorskiej Białych (występował też jako monitor). Dowództwo objął por. Aleksandr A. Ostołopow. Załoga składała się z oficerów carskiej floty wojennej i ochotników. Okręt wspierał ogniem dział wojska Białych walczące w rejonie Perekopu. Następnie przepłynął do Kercza. Na przełomie kwietnia/maja działał na Morzu Azowskim w rejonie wsi Ak-Manaj. 11 maja został skierowany do ujścia Donu w celu wzmocnienia Dońskiej Flotylli Rzecznej, ale z powodu niskiej wody przybył do Taganrogu, gdzie wszedł w skład oddziału statków kpt. 1 rangi W. I. Sobieckiego. Następnie brał udział w zdobyciu Berdiańska. Pod koniec czerwca wspierał desant wojsk Białych pod Gieniczewskiem. W październiku przepłynął do Noworosyjska, gdzie został rozbrojony. Pod koniec marca 1920 r. uczestniczył w ewakuacji wojsk gen. Antona I. Denikina na Półwysep Krymski. 20 kwietnia tego roku wszedł w skład 2 dywizjonu kanonierek. Otrzymał oznaczenie "K-8". 22 maja przemianowano go na "Kawkaz". 14 listopada ewakuował wojska Białych z Eupatorii do Gallipoli. Następnego dnia z powodu silnego sztormu zatonął u przylądka Meganom.